# Freisbach
Freisbach település Németországban, Rajna-vidék-Pfalz tartományban. Lakosainak száma 1168 fő (2023. december 31.).

## Népesség
A település népességének változása:
| Lakosok száma | 601  | 1156 | 1144 | 1161 | 1159 | 1168 |
|               | 1975 | 2017 | 2019 | 2021 | 2022 | 2023 |